# Korpsabzeichen im Sezessionskrieg
Korpsabzeichen wurden – während des Sezessionskriegs – von den Unionssoldaten auf der Oberseite ihrer Armeefutterkappe (kepi), der linken Seite des Hutes oder über ihrer linken Brust getragen. Die Idee wird General Philip Kearny zugeschrieben, der die Männer in seiner Division anwies ein 5 × 5 cm großes rotes Tuch an ihren Hüten zu befestigen, um Durcheinander auf dem Schlachtfeld zu vermeiden. Diese Idee wurde von General Joseph Hooker übernommen, nachdem er den Befehl über die Potomac-Armee übernahm, so dass jeder Soldat von Weitem identifiziert werden konnte.

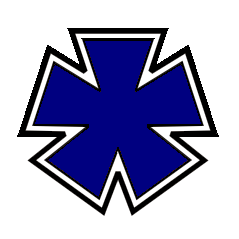
Union Army, XXII Corps, 3rd Division Badge

Daniel Butterfield entwarf unterschiedliche Formen des Abzeichens für jedes Korps. Butterfield entwarf auch für jede Division der Korps ein Abzeichen in einer anderen Farbe.
Die Abzeichen für einfache Soldaten wurden aus farbigem Stoff geschnitten, während Abzeichen für Offiziere privat und aus einem hochwertigeren Stoff gemacht wurden. Metallische Abzeichen wurden häufig von Juwelieren gefertigt und den Wünschen des Benutzers angepasst. Die Abzeichen wurden schließlich Teil der Armeeregelungen und eine große Quelle des Regimentsstolzes.
Divisionsabzeichen waren wie folgt gefärbt:
1. Rot – erste Division
2. Weiß – zweite Division
3. Blau – dritte Division
4. Grün – vierte Division (beim 6., 9. und 20. Korps)
5. Gelb – vierte Division (beim 15. Korps)
6. Mehrfarbig – Hauptquartier oder Artillerie (bestimmte Korps)